# Martell Webster
Pour les articles homonymes, voir Webster.
Martell Webster, né le 4 décembre 1986 à Edmonds, Washington, est un basketteur professionnel américain évoluant aux postes d'ailier et d'arrière.

## Biographie
Dès sa sortie du lycée, il est drafté en 2005 en sixième position par les Trail Blazers de Portland. Joueur prometteur et doté d'un excellent shoot, il sera bientôt rejoint dans l'Oregon par d'autres grands espoirs de la NBA : LaMarcus Aldridge et Brandon Roy (draft 2006), Greg Oden et Rudy Fernández (draft 2007), Jerryd Bayless et Nicolas Batum (draft 2008).
Blessé, Webster n'a joué que 5 minutes lors de la saison 2008-09. Après cinq saisons aux Trail Blazers, il part aux Timberwolves du Minnesota à l'été 2010.
Le 13 juillet 2012, il est coupé de l'effectif des Timberwolves en négociant un départ à l'amiable à 600 000 dollars.
Le 29 août 2012, il signe un contrat avec les Wizards de Washington.

## Records sur une rencontre en NBA
Les records personnels de Martell Webster, officiellement recensés par la NBA sont les suivants :
| Type de statistique        | Saison régulière | Saison régulière                        | Saison régulière                  | Playoffs | Playoffs                             | Playoffs                    |
| Type de statistique        | Record           | Adversaire                              | Date                              | Record   | Adversaire                           | Date                        |
| -------------------------- | ---------------- | --------------------------------------- | --------------------------------- | -------- | ------------------------------------ | --------------------------- |
| Points                     | 34               | Suns de Phoenix                         | 16 mars 2013                      | 19       | Suns de Phoenix                      | 29 avril 2010               |
| Paniers marqués            | 10               | Jazz de l'Utah Suns de Phoenix          | 1er avril 2006 16 mars 2013       | 6        | 3 fois                               |                             |
| Paniers tentés             | 20               | @ SuperSonics de Seattle                | 24 mars 2008                      | 15       | Suns de Phoenix                      | 22 avril 2010               |
| Paniers à 3 points réussis | 7                | Clippers de Los Angeles Suns de Phoenix | 16 février 2010 16 mars 2013      | 3        | Suns de Phoenix                      | 29 avril 2010               |
| Paniers à 3 points tentés  | 13               | @ Pistons de Détroit                    | 23 janvier 2010                   | 5        | Bulls de Chicago                     | 25 avril 2014               |
| Lancers francs réussis     | 10               | Bobcats de Charlotte                    | 24 novembre 2012                  | 4        | @ Suns de Phoenix Suns de Phoenix    | 20 avril 2010 29 avril 2010 |
| Lancers francs tentés      | 12               | Bobcats de Charlotte                    | 24 novembre 2012                  | 6        | @ Suns de Phoenix                    | 20 avril 2010               |
| Rebonds offensifs          | 5                | @ Grizzlies de Memphis                  | 27 mars 2012                      | 3        | Suns de Phoenix                      | 22 avril 2010 29 avril 2010 |
| Rebonds défensifs          | 11               | Timberwolves du Minnesota               | 21 novembre 2009                  | 5        | Suns de Phoenix                      | 22 avril 2010               |
| Rebonds totaux             | 13               | Timberwolves du Minnesota               | 21 novembre 2009                  | 8        | Suns de Phoenix                      | 22 avril 2010               |
| Passes décisives           | 7                | @ Bucks de Milwaukee                    | 27 novembre 2013 16 décembre 2014 | 2        | Suns de Phoenix                      | 29 avril 2010               |
| Interceptions              | 4                | 6 fois                                  |                                   | 4        | Suns de Phoenix                      | 22 avril 2010               |
| Contres                    | 4                | @ Bobcats de Charlotte                  | 19 novembre 2007                  | 2        | @ Suns de Phoenix @ Bulls de Chicago | 18 avril 2010 29 avril 2014 |
| Balles perdues             | 6                | @ Trail Blazers de Portland             | 17 décembre 2010                  | 2        | @ Pacers de l'Indiana                | 13 mai 2014                 |
| Minutes jouées             | 48               | @ Pistons de Détroit                    | 23 janvier 2010                   | 38       | Suns de Phoenix                      | 22 avril 2010               |

- Double-double : 4 (au 20/01/2015)
- Triple-double : aucun.